# Allgemeinverbindlicherklärung
Die Allgemeinverbindlicherklärung (AVE) eines Tarifvertrags nach § 5 Tarifvertragsgesetz bewirkt nach deutschem Recht, dass die Rechtsnormen dieses Tarifvertrags auch für alle bisher nicht tarifgebundenen Arbeitgeber und Arbeitnehmer innerhalb des sachlichen und räumlichen Geltungsbereichs des Tarifvertrags verbindlich werden.

## Voraussetzungen
Tarifverträge können durch das Bundesministerium für Arbeit und Soziales im Einvernehmen mit einem aus je drei Vertretern der Spitzenorganisation der Arbeitgeber und der Spitzenorganisation der Arbeitnehmer bestehenden Ausschuss für allgemeinverbindlich erklärt werden, wenn dies die Tarifvertragsparteien gemeinsam beantragen und wenn die Allgemeinverbindlicherklärung im öffentlichen Interesse geboten erscheint.
Die Allgemeinverbindlicherklärung erscheint in der Regel im öffentlichen Interesse geboten, wenn
- der Tarifvertrag in seinem Geltungsbereich für die Gestaltung der Arbeitsbedingungen überwiegende Bedeutung erlangt hat oder
- die Absicherung der Wirksamkeit der tarifvertraglichen Normsetzung gegen die Folgen wirtschaftlicher Fehlentwicklung eine Allgemeinverbindlicherklärung verlangt.

Für die Allgemeinverbindlicherklärung eines Tarifvertrages über eine gemeinsame Einrichtung der Tarifvertragsparteien, die Beiträge einzieht und Urlaubsvergütung, betriebliche Altersversorgung, Ausbildungsvergütung, Lohnausgleich gewährt oder eine zusätzliche betriebliche oder überbetriebliche Vermögensbildung der Arbeitnehmer schafft, ist ein öffentliches Interesse bereits dann gegeben, wenn durch die Allgemeinverbindlicherklärung die Funktionsfähigkeit der gemeinsamen Einrichtung gesichert werden soll. An einen für allgemeinverbindlich erklärten Tarifvertrag über eine gemeinsame Einrichtung sind in dessen Geltungsbereich auch solche Arbeitgeber gebunden, die an einem anderen Tarifvertrag gebunden sind.

## Rechtsgrundlage
Rechtsgrundlage für die Erklärung der Allgemeinverbindlichkeit ist § 5 Tarifvertragsgesetz.

## Verfahren
Das Verfahren wird durch den Antrag der Tarifvertragsparteien (Gewerkschaft und Arbeitgeberverband) eingeleitet.
Vor der Entscheidung über den Antrag ist Arbeitgebern und Arbeitnehmern, die von der Allgemeinverbindlicherklärung betroffen werden würden, den am Ausgang des Verfahrens interessierten Gewerkschaften und Vereinigungen der Arbeitgeber sowie den obersten Arbeitsbehörden der Länder, auf deren Bereich sich der Tarifvertrag erstreckt, Gelegenheit zur schriftlichen Stellungnahme sowie zur Äußerung in einer mündlichen und öffentlichen Verhandlung zu geben.
Die Allgemeinverbindlicherklärung und der allgemeinverbindlich erklärte Tarifvertrag wird im Bundesanzeiger bekannt gemacht. Ein Verzeichnis der allgemeinverbindlichen Tarifverträge  kann auch im Internet auf der Seite des Bundesministeriums für Arbeit und Soziales abgerufen werden. Die Allgemeinverbindlichkeit endet, wenn der Tarifvertrag gekündigt wird oder außer Kraft tritt oder wenn die Allgemeinverbindlichkeit aufgehoben wird.
Die Wirksamkeit einer Allgemeinverbindlicherklärung ist aufgrund der Neuregelung im Tarifautonomiestärkungsgesetz in erster Instanz von den Landesarbeitsgerichten zu überprüfen. Zuvor war der Rechtsweg zu den Verwaltungsgerichten eröffnet gewesen.

## Häufigkeit von Allgemeinverbindlicherklärungen
Seit Beginn der 1990er Jahre hat sich der Anteil der allgemeinverbindlich erklärten Tarifverträge an allen geltenden Ursprungstarifverträgen von 5,4 % auf 1,5 % im Jahr 2008 verringert. Der wichtigste Grund für diesen Rückgang liegt in der zunehmend ablehnenden Haltung der Arbeitgeberseite zu diesem Instrument: In den Tarifausschüssen haben die Arbeitgebervertreter in den letzten Jahren sehr viel häufiger als früher von ihrem Vetorecht gegen Allgemeinverbindlicherklärungsanträge Gebrauch gemacht – manchmal auch gegen den Willen des betreffenden Branchenarbeitgeberverbands. Die Folge ist, dass die Allgemeinverbindlichkeit in Branchen, in denen sie früher regelmäßig beantragt und ausgesprochen wurde (wie z. B. dem Einzelhandel), heute kaum noch eine Bedeutung hat.

## Allgemeinverbindliche Wirkung von Branchentarifverträgen über Mindestarbeitsbedingungen
Tarifverträge, die Mindestarbeitsbedingungen für bestimmte Branchen, insbesondere einen Branchen-Mindestlohn festlegen, können durch eine Rechtsverordnung nach § 7 oder § 7a Arbeitnehmerentsendegesetz eine allgemeinverbindliche Wirkung erlangen.
Hierdurch sollen angemessene Mindestarbeitsbedingungen für grenzüberschreitend entsandte und für regelmäßig im Inland beschäftigte Arbeitnehmer und Arbeitnehmerinnen geschaffen und durchgesetzt werden sowie faire und funktionierende Wettbewerbsbedingungen gewährleistet werden.

## Gewerkschaftliche und tarifpolitische Bedeutung
Die Gewerkschaften fordern die Allgemeinverbindlichkeit von Tarifverträgen überwiegend in Branchen mit einer geringen Tarifbindung und mit geringen Zahlen von Gewerkschaftsmitgliedern. In Branchen mit hoher Tarifbindung und hohen Mitgliederzahlen fordern die Gewerkschaften ausdrücklich keine Allgemeinverbindlichkeit. Der Grund liegt darin, dass bei allgemeinverbindlichen Tarifverträgen auch Nicht-Mitglieder von Gewerkschaften einen unmittelbaren Anspruch auf tarifvertragliche Leistungen haben. Dies wird von den Gewerkschaftsmitgliedern, die einen monatlichen Gewerkschaftsbeitrag zahlen, als unfair betrachtet.